# مندجين
مندجين هي قرية في مقاطعة ميانة، إيران. عدد سكان هذه القرية هو 72 في سنة 2006.